# 岡﨑育之介
岡﨑 育之介（おかざき いくのすけ、1993年10月31日 - ）は、日本の映画監督、脚本家、演出家、俳優。旧芸名育乃介（いくのすけ）。
東京都出身。祖父は放送作家・タレントの永六輔、母はフリーアナウンサー・エッセイストの永麻理。

## 来歴・人物
青山学院大学卒業。
16歳から芝居の勉強を始め、18歳より俳優としてデビュー。
その後バックパッカーによる世界一周や、国立劇場養成所への入門、ニューヨークアクターズスタジオでの演技訓練を経験。
演出助手や脚本学校で修行を積み、2020年より監督・脚本として作品制作活動を始め、Youtube Liveにおける生配信作品〈生ドラマ〉を継続的に発表。
初監督長編映画『安楽死のススメ』(2025年 渋谷ユーロスペース公開)がマンハッタン国際映画賞他4つの海外映画祭で最優秀新人監督賞を受賞。
映画『うぉっしゅ』（2025年GW 新宿ピカデリーほか全国公開予定）は研ナオコが8年ぶりの映画主演を務める。
監督作品の音楽をすべて担当する作曲家永太一郎は従弟にあたる。
株式会社 役式 代表取締役。

## 監督作品

### 映画
- 『安楽死のススメ』（2025年 渋谷ユーロスペース公開予定） - 脚本・監督・出演 
  - マンハッタン国際映画賞 最優秀新人監督賞受賞 / 最優秀主演男優賞受賞
  - サンディエゴ国際映画賞 最優秀新人監督賞受賞
  - ダラス映画祭 最優秀新人監督賞受賞
  - バンクーバーインディペンデント映画祭 最優秀新人監督賞受賞
  - マドリード国際映画祭 最優秀音楽賞受賞
- 『うぉっしゅ』（2025年GW 新宿ピカデリー公開予定）- 脚本・監督・出演

### 演劇
- 春の朗読　(2020年、新宿プーク人形劇場) - 脚本・出演

### 配信作品
- YouTube Live 生ドラマ「菌未来」全三話（2020年） - 脚本・監督・主演
- YouTube Live 生ドラマ「ジダイ」全四話（2020年） - 脚本・監督・出演
- YouTube Live 生ドラマ「革命前夜」（2021年） - 脚本・監督・出演
- YouTube Live 生ドラマ「マチアイ」（2021年） - 脚本・監督
- YouTube Live 生ドラマ「海深劇」（2022年） - 脚本・監督・出演
- YouTube Live 生ドラマ「アパートメント」（2024年） - 脚本・監督

## 出演

### テレビドラマ
- 最後から二番目の恋（2012年、フジテレビ）
- BAD BOYS J　第４話（2012年、日本テレビ）
- 黒の滑走路３（2013年、フジテレビ）
- 刑事吉永誠一 涙の事件簿（2013年、テレビ東京）
- 玉川区役所 OF THE DEAD　第９話（2014年、テレビ東京）
- 永遠の0　第１夜（2015年、テレビ東京）- 今野二飛曹 役
- 天使のナイフ　第４話（2015年、WOWOW）
- NHKスペシャル 私が愛する日本人へ～ドナルドキーン 文豪との70年（2015年、NHK総合）- 桜井上等兵 役
- 戦争めし（2018年、NHK BSプレミアム）
- トットちゃん!　第45・46・47話（2018年、テレビ朝日）- 永六輔 役

### 映画
- 近キョリ恋愛（2014年） - 男子生徒 役
- 人狼ゲーム ビーストサイド（2014年） - 伊勢淳 役
- 光あるところに、色がある（2014年）
- すけ坊（2014年） - 落語家 役
- 不審者（2015年）
- 妖かし恋歌は一陣の風に（2015年）
- vanitas（2016年）
- 空気を読む。（2016年）主演
- 彼の財布（2016年）
- 止められるか、俺たちを（2018年）- 学生運動家 役
- 四月の永い夢（2018年）- 楓の彼氏 役
- 犬ヶ島（2018年）- 日本人学生 役

### 舞台
- 龍馬がいっぱい（2012年、笹塚ファクトリー）
- Hight at Tokyo（2012年、フットタウン劇場）
- ふらちな侍（2013年、シアターサンモール）
- ノットヒーロー（2013年、しもきたリバティ）
- 歳末ハードコアセール（2013年、萬劇場）
- 朗読劇「レ・ミゼラブル」（2014年、南青山MANDALA）
- テングメン（2014年、笹塚ファクトリー）
- 神様のおしごと（2015年、俳優座）
- 春の朗読（2020年、新宿プーク人形劇場） - 脚本・出演

### CM
- JR東日本「行くぜ、東北。」（2019年）

### PV
- 小袋成彬「Selfish」（2018年）

### モデル
- BRUTUS 春夏ファッション特集号 ベトナム（2016年）
- Amazon Fashion Week 東京コレクションランウェイ A/W BED j.w. FORD（2017年）
- Amazon Fashion Week 東京コレクションランウェイ A/W CHRISTIAN DADA × BED j.w. FORD（2018年）